# Verbandsgemeinde Maifeld
Die Verbandsgemeinde Maifeld ist eine Gebietskörperschaft im Landkreis Mayen-Koblenz in Rheinland-Pfalz. Der Verbandsgemeinde gehören die Städte Polch und Münstermaifeld sowie 16 weitere Ortsgemeinden an, der Verwaltungssitz ist in der Stadt Polch. Namensgebend ist die Landschaft Maifeld.

## Verbandsangehörige Gemeinden
| Ortsgemeinde, Stadt      | Fläche (km²) | Einwohner |
| ------------------------ | ------------ | --------- |
| Einig                    | 3,09         | 141       |
| Gappenach                | 3,51         | 347       |
| Gering                   | 2,94         | 406       |
| Gierschnach              | 3,27         | 274       |
| Kalt                     | 5,36         | 456       |
| Kerben                   | 4,71         | 503       |
| Kollig                   | 4,99         | 620       |
| Lonnig                   | 5,50         | 1.252     |
| Mertloch                 | 10,28        | 1.350     |
| Münstermaifeld, Stadt    | 27,79        | 3.457     |
| Naunheim                 | 6,13         | 466       |
| Ochtendung               | 24,08        | 5.593     |
| Pillig                   | 6,29         | 497       |
| Polch, Stadt             | 28,70        | 6.930     |
| Rüber                    | 5,61         | 882       |
| Trimbs                   | 4,47         | 617       |
| Welling                  | 6,81         | 944       |
| Wierschem                | 8,32         | 344       |
| Verbandsgemeinde Maifeld | 161,85       | 25.079    |

(Einwohner am 31. Dezember 2023)

## Bevölkerungsentwicklung
Die Entwicklung der Einwohnerzahl bezogen auf das Gebiet der heutigen Verbandsgemeinde Maifeld; die Werte von 1871 bis 1987 beruhen auf Volkszählungen:
| Jahr | Einwohner |
| 1815 | 8.064     |
| 1835 | 10.981    |
| 1871 | 12.487    |
| 1905 | 14.337    |
| 1939 | 14.373    |
| 1950 | 16.825    |

| Jahr | Einwohner |
| 1961 | 16.029    |
| 1970 | 16.810    |
| 1987 | 16.974    |
| 1997 | 21.829    |
| 2005 | 24.280    |
| 2023 | 25.079    |

## Politik

### Verbandsgemeinderat

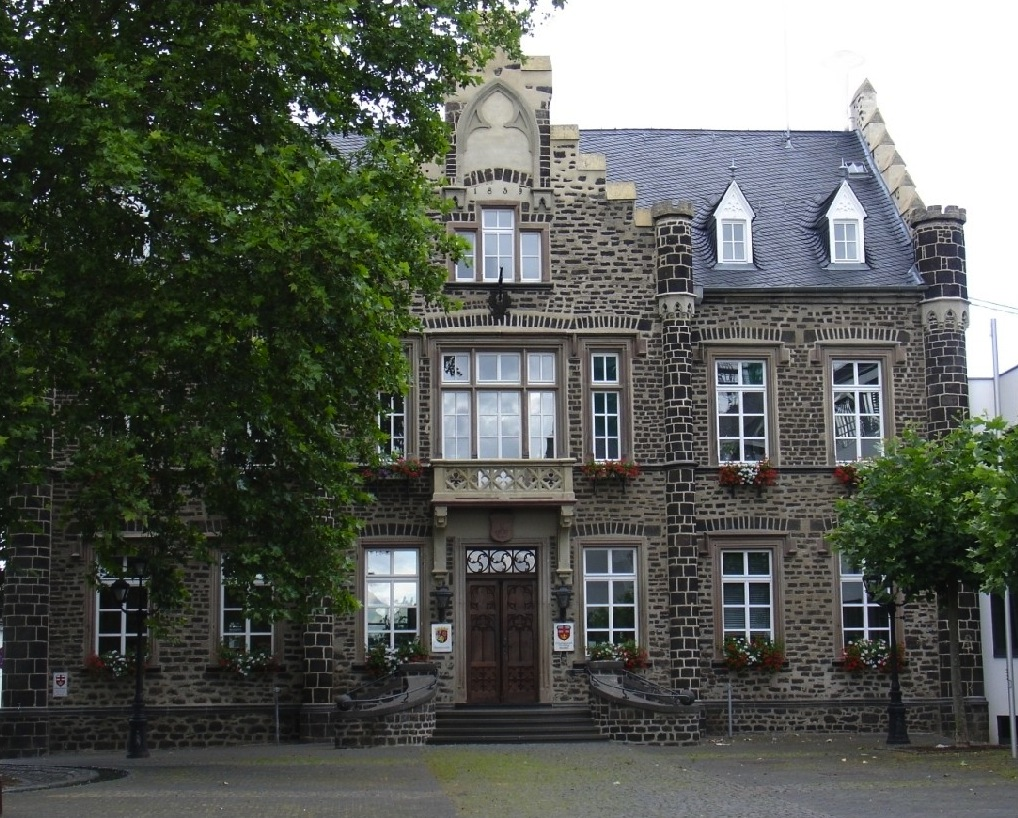
Verwaltung der Verbandsgemeinde Maifeld

Der Verbandsgemeinderat Maifeld besteht aus 36 ehrenamtlichen Ratsmitgliedern, die bei der Kommunalwahl am 9. Juni 2024 in einer personalisierten Verhältniswahl gewählt wurden, und dem hauptamtlichen Bürgermeister als Vorsitzendem.
Die Sitzverteilung im Verbandsgemeinderat:
| Wahl | SPD | CDU | GRÜNE | FDP | LINKE | FWG | Ich tu´s | Gesamt   |
| ---- | --- | --- | ----- | --- | ----- | --- | -------- | -------- |
| 2024 | 9   | 14  | 3     | 1   | 1     | 8   | 0        | 36 Sitze |
| 2019 | 9   | 13  | 5     | 2   | 1     | 5   | 1        | 36 Sitze |
| 2014 | 11  | 16  | 2     | 1   | 1     | 4   | 1        | 36 Sitze |
| 2009 | 14  | 14  | –     | 2   | 1     | 3   | 2        | 36 Sitze |
| 2004 | 13  | 20  | –     | –   | –     | 3   | 0        | 36 Sitze |

- FWG = Freie Wählergruppe Maifeld e. V.
- Ich tu’s = Ich tu’s - DIE BÜRGERInitiative e. V.

### Bürgermeister
Bürgermeister der Verbandsgemeinde Maifeld ist seit seiner Amtseinführung am 29. September 2009 Maximilian Mumm (SPD). Er löste damit seine Vorgängerin im Amt Anette Moesta (CDU) ab. Bei der Direktwahl am 19. März 2017 wurde Mumm mit einem Stimmenanteil von 87,6 % in seinem Amt bestätigt. Die Verbandsgemeinde hat gemäß ihrer Hauptsatzung zudem drei ehrenamtliche Beigeordnete.

### Wappen
Blasonierung des Barockschildes: „Geteilt von Silber und Rot, oben ein durchgehendes rotes Balkenkreuz, unten eine goldene Blattkrone mit drei blauen und zwei roten Steinen im Kronreif.“
Das Wappen des ehemaligen Amtes Polch wurde von der neugebildeten Verbandsgemeinde Maifeld im Zuge der Verwaltungsreform mit Wirkung vom 7. November 1970 übernommen. Das Wappen der Verbandsgemeinde Maifeld ist das gleiche wie das der Stadt Polch, nur mit einem breiten Schildbord versehen.
Das rote Kreuz im Wappen bezieht sich auf die 550 Jahre dauernde Zugehörigkeit Polch zu Kurtrier. Die goldene Krone ist das Wappen derer von Polch.

## Kultur und Sehenswürdigkeiten, Tourismus

### Bauwerke
- Die gotische Stiftskirche St. Martin und St. Severus
- Burg Eltz
- Burg Pyrmont
- Burg Bischofstein
- Burg Wernerseck
- Pfarrkirche St. Stefan, Polch
- Georgskapelle, Polch

### Museen
- Archäologisches Museum im "Zentrum Historisches Maifeld" in Münstermaifeld: Ausstellung von archäologischen Grabungsfunden auf dem Maifeld
- Heimat- und Erlebnismuseum Münstermaifeld: Alte Ladeneinrichtungen, ein altes Schulzimmer und viele andere historische Ausstellungsstücke
- Heimat- sowie Puppen- und Spielzeugmuseum Polch

### Wandern
- Im Bereich der Verbandsgemeinde Maifeld befinden sich drei Traumpfade und ein Traumpfädchen.

### Radfahren
- Der Maifeld-Radweg verläuft von Münstermaifeld nach Polch und auf zwei Teilstrecken von Polch weiter nach Mayen oder über Ochtendung nach Bassenheim.